# Alexander Göbel
Alexander Göbel (* 1974 in Mainz) ist ein deutscher Journalist. Er arbeitet schwerpunktmäßig für den Hessischen Rundfunk HR.

## Werdegang
Göbel studierte von 1995 bis 2000 Amerikanistik, Politikwissenschaft, Geschichte und Volkswirtschaftslehre in Bonn, Köln und in den USA. Neben dem Studium arbeitete er als freier Mitarbeiter bei dem Fernsehsender Phoenix, dem WDR, für die Tagesschau (ARD-aktuell) und Fernsehproduktionsunternehmen in Washington, D.C. Von 2002 bis 2004 absolvierte er ein trimediales Redaktionsvolontariat (Fernsehen, Hörfunk und online) bei der Deutschen Welle in Köln, Bonn, Berlin und Brüssel – u. a. war er in dieser Zeit auch beim südafrikanischen Sender Bush Radio 89.5 FM in Kapstadt tätig.
Anschließend arbeitete Göbel als freier Journalist für den ARD-Hörfunk sowie als Redakteur, Autor, Moderator und journalistischer Trainer für die Hörfunkprogramme der Deutschen Welle und die DW Akademie. Schwerpunkte seiner Arbeit waren die Themenfelder Afrika, Politik, Zeitgeschichte, Kultur und Entwicklungsfragen. Seit 2003 konzentrierte er sich auf Afrikaprojekte, unter anderem in der Demokratischen Republik Kongo, in Ruanda, Südafrika, Liberia, Nigeria und Äthiopien. Neben seiner Tätigkeit als Redakteur in der Politikredaktion von hr-iNFO sowie als freier Autor hat Alexander Göbel längere Vertretungen in den ARD-Studios auf dem afrikanischen Kontinent übernommen, vor allem in Rabat und Nairobi. Alexander Göbel ist unter anderem Träger des Kurt-Magnus-Preis der ARD und war 2012 auf der Shortlist für den Deutschen Radiopreis in der Kategorie Beste Reportage nominiert.
Er war ab 2009 Junior-Hörfunkkorrespondent und anschließend bis Herbst 2015 Leiter des ARD-Studio für Nord- und Westafrika in Rabat, dessen Federführer der HR ist.